# Sinistra Democratica
Die Sinistra Democratica (vollständiger Name: Sinistra Democratica. Per il Socialismo Europeo; deutsch: Demokratische Linke. Für den europäischen Sozialismus; Abkürzung: SD) war eine kleine italienische Partei, die sich den Idealen des demokratischen Sozialismus verpflichtet fühlte. Sie entstand im Frühjahr 2007 als Abspaltung von den Democratici di Sinistra (DS) aus Ablehnung von deren Vereinigungsprozess zum zentristisch ausgerichteten Partito Democratico (PD). Ihr offizielles Parteiorgan war die Tageszeitung Aprile. Per la Sinistra. Ende 2009 fusionierte SD mit weiteren linken Gruppierungen zur Sinistra Ecologia Libertà.

## Geschichte
Die Sinistra Democratica ging aus dem bereits 2001 formierten linken, traditionell sozialistischen Flügel der Democratici di Sinistra (Linksdemokraten) hervor, der sich Sinistra DS nannte und namentlich von Fabio Mussi vertreten wurde. Als die Mehrheit der DS im April 2007 beschloss, mit weiteren Parteien der linken Mitte (insbesondere der liberal-christsozialen Margherita) zu einer Sammelpartei zu fusionieren, stieß dies bei Vertretern des linken Parteiflügels auf Ablehnung, die befürchteten, dass die neue Partei nicht mehr ausreichend sozialdemokratischen Prinzipien verpflichtet wäre. 
Am 5. Mai  2007 fand in Rom der Gründungskongress der Sinistra Democratica (SD) statt. Die Partei wählte Fabio Mussi, damals Bildungs- und Wissenschaftsminister im Kabinett Prodi II, zu ihrem Vorsitzenden (Coordinatore politico) wählte. Daraufhin formierten sich am 16. Mai 2007 zwölf Senatoren und 21 Abgeordnete der Partei zu eigenständigen Parlamentsfraktionen. Die SD blieb jedoch – wie die DS bzw. PD – zunächst Mitglied des Mitte-links-Bündnisses L’Unione und bis Mai 2008 Teil der Regierung Prodi II, in der sie mit Mussi als Minister sowie zwei Staatssekretären vertreten war. Im Europäischen Parlament war die Partei mit vier Abgeordneten vertreten, die von der DS übertraten, aber weiterhin der Sozialdemokratischen Fraktion angehörten.
Am 2. Oktober 2007 trat eine Gruppe um den Senator Gavino Angius und die Abgeordneten Franco Grillini, Valdo Spini und Fabio Baratella aus der Partei aus, um der Initiative von Enrico Boselli (SDI) zur Neugründung einer sozialdemokratischen Sammlungspartei, dem Partito Socialista (PS), zu folgen.
Auf einem Kongress der italienischen Linken und Grünen am 8. und 9. Dezember 2007 schloss sich die SD mit dem Partito della Rifondazione Comunista (PRC), dem Partito dei Comunisti Italiani (PdCI) und der Federazione dei Verdi (Grüne) zum Wahlbündnis La Sinistra – L’Arcobaleno (deutsch: Die Linke – Der Regenbogen) zusammen. Diese Liste konnte bei den Parlamentswahlen 2008 jedoch keine Mandate gewinnen.
Am 16. März 2009 schloss sich die SD der neuen Listenverbindung Sinistra e Libertà für die Europawahl an. Diese verfehlte jedoch mit 3,1 Prozent der Stimmen die erforderliche Vier-Prozent-Hürde. Am 20. Dezember 2009 festigten die SD sowie zwei der Bündnispartner ihre Zusammenarbeit und schlossen sich zur neuen Partei Sinistra Ecologia Libertà zusammen.